# Friedrich Wachsmuth
Jacob Christoph Friedrich Wachsmuth (* 18. Juni 1803 in Hannover; † 3. Januar 1868 ebenda) war ein deutscher Jurist, Politiker und Mitglied der Frankfurter Nationalversammlung.

## Leben
Friedrich Wachsmuth studierte die Rechtswissenschaften von 1820 bis 1823 in Göttingen und Heidelberg, wo er auch zum Dr. iur. promoviert wurde. In Göttingen schloss er sich 1820 der Alten Göttinger Burschenschaft an.
Nach dem Studium war er von 1824 bis 1827 Konsistorialauditor, bis 1832 außerordentlicher Konsistorialsekretär und bis 1853 Konsistorialsekretär und Kirchenanwalt in Hannover. Hier war er seit 1828 auch als Advokat tätig. 1840 und von 1842 bis 1847 war er Abgeordneter in der Zweiten Kammer der Ständeversammlung des Königreichs Hannover. 1848 war er Mitglied im Handelspolitischen Club in Hannover.
In den Jahren 1848/49 war er Abgeordneter für den Wahlkreis 2. Hannover (Hannover, Stadt) im Frankfurter Paulskirchenparlament. Er schloss sich zuerst der Fraktion Casino, später der Fraktion Landsberg an. Außerdem war er Mitglied in den Gremien Prioritätsausschuß, Proklamationsausschuß und Geschäftsordnungsausschuß.
Nach dem Scheitern des Paulskirchenparlaments war er 1849 Mitglied im Gothaer Nachparlament. 1849 und 1850 wurde er Generalsyndikus in der Ersten Kammer der Ständeversammlung des Königreichs Hannover.
1853 bis 1866 war er am Oberappellationsgericht Celle tätig, 1866 begann sein Ruhestand in Hannover.